# Oblast de Volgogrado
O oblast de Volgogrado (russo:  Волгогра́дская о́бласть, tr. Volgográdskaia óblast) é uma divisão federal da Federação da Rússia, situada na região do rio Volga no sul do país. O seu centro administrativo é a cidade de Volgogrado. De acordo com o censo populacional de 2010, tinha uma população de 2 610 161 habitantes.
Antigamente conhecida como oblast de Estalinegrado (ou Stalingrado), recebeu o atual nome em 1961, quando a cidade com o mesmo nome foi renomeada Volgogrado, como parte do processo de desestalinização. O oblast de Volgogrado faz fronteira com o oblast de Rostov a sudoeste, com o oblast de Voronej a noroeste, com oblast de Saratov a norte, com o oblast de Astracã e com a República da Calmúquia a sudeste, tendo também uma fronteira internacional com o Cazaquistão a leste. Os dois principais rios da Rússia Europeia, o Don e o Volga, atravessam o oblast e estão conectados ao canal do Volga–Don. As águas fluviais estratégicas do oblast de Volgogrado transformaram-no numa rota popular de transporte de mercadorias e numa importante região geradora de energia hidroelétrica.
O oblast de Volgogrado é conhecido também por ser o sítio da batalha de Estalinegrado durante a Segunda Guerra Mundial, considerada umas das maiores e mais sangrentas batalhas da História.